# Chabot du Lez
Cottus petiti
Espèce
Statut de conservation UICN

 CR D2 : 
En danger critique
Le chabot du Lez (Cottus petiti) prononcé [kabo] est une espèce de poissons découverte dans le Lez, un fleuve côtier de l'Hérault, en France.

## Découverte
En 1964, des chercheurs roumains, Mihai Bacescu et Bacescu Mester, étudient les loches et demandent à la France des échantillons de ces poissons de diverses rivières. Un chabot provenant du Lez (Hérault) figurait dans le lot. Les chercheurs en l'observant sont surpris par ses caractéristiques. Ils poussent plus loin leurs investigations et découvrent ainsi une espèce inconnue. Beaucoup sont sceptiques et en plus la découverte ne passionne pas outre mesure les spécialistes de la systématique des poissons en France. La découverte aurait pu passer inaperçue, mais la biologie moléculaire est venue au secours des chercheurs et montre qu'il s'agit de l'espèce Cottus petiti et non de Cottus gobio, fréquent dans toute la France. Curieusement, il n'est présent que dans le bassin du Lez.

## Description
Le chabot du Lez est un petit poisson à grosse tête et au corps allongé de la famille des Cottidés. Il vit caché entre les pierres du fond, car il est dépourvu de vessie natatoire. Il nage peu, passant d'une cache à l'autre.
Il semble limiter son aire de répartition à la zone amont du Lez et particulièrement à deux villages (Prades-le-Lez et Saint-Clément-de-Rivière) d'après des captures en 2001.

## Protection
Ce petit habitant des fonds caillouteux du petit fleuve de France, est classé dans les 15 espèces de poissons d’eau douce menacées d'extinction en France métropolitaine (CR+EN+VU). Le poisson est inscrit dans la convention internationale de la directive 94/43 de la CEE en ce qui concerne les espèces animales et végétales d'intérêt communautaire dont la conservation nécessite la désignation de zones spéciales de conservation.
Depuis 2001, la source du Lez et les premiers kilomètres du fleuve sont classés site protégé Natura 2000, afin de protéger le chabot du Lez.
Un rapport de l’État et du département de l’Hérault, publié en 2012, rendait compte de « piétinements répétitifs et de perturbations du lit du Lez, dus à une fréquentation excessive [entraînant] un dérangement du chabot. » En effet, le Lez prenant sa source à quelques kilomètres seulement de Montpellier, la fréquentation de cette rivière par les habitants notamment en période estivale est problématique.
Le SyBLe, le syndicat du bassin du Lez, a fait de ce poisson un combat emblématique.